# Biatlon na Zimních olympijských hrách 1980
Biatlon na Zimních olympijských hrách 1980 v Lake Placid.

## Medailové pořadí zemí
| Pořadí | Země                                 | Zlato | Stříbro | Bronz | Celkově |
| ------ | ------------------------------------ | ----- | ------- | ----- | ------- |
| 1      | Sovětský svaz (URS)                  | 2     | 1       | 1     | 4       |
| 2      | Německá demokratická republika (GDR) | 1     | 2       | 1     | 4       |
| 3      | Západní Německo (FRG)                | 0     | 0       | 1     | 1       |
|        | Celkem                               | 3     | 3       | 3     | 9       |

## Medailisté

### Muži
| Disciplína         | Zlato                                                                                             | Výkon     | Stříbro                                                                                              | Výkon     | Bronz                                                                                 | Výkon     |
| ------------------ | ------------------------------------------------------------------------------------------------- | --------- | --- | --------- | ------------------------------------------------------------------------------------- | --------- |
| vytrvalostní závod | Anatolij Aljabjev · Sovětský svaz (URS)                                                           | 1:08:16,3 | Frank Ullrich · Německá demokratická republika (GDR)                                                 | 1:08:27,8 | Eberhard Rösch · Německá demokratická republika (GDR)                                 | 1:11:11,7 |
| sprint             | Frank Ullrich · Německá demokratická republika (GDR)                                              | 32:10,7   | Vladimir Alikin · Sovětský svaz (URS)                                                                | 32:53,1   | Anatolij Aljabjev · Sovětský svaz (URS)                                               | 33:09,2   |
| štafeta            | Sovětský svaz (URS) · Vladimir Alikin · Alexandr Tichonov · Vladimir Barnašov · Anatolij Aljabjev | 1:38:51,7 | Německá demokratická republika (GDR) · Mathias Jung · Klaus Siebert · Frank Ullrich · Eberhard Rösch | 1:39:03,9 | Západní Německo (FRG) · Franz Bernreiter · Hans Estner · Peter Angerer · Gerd Winkler | 1:39:05,1 |